# Telemedicina

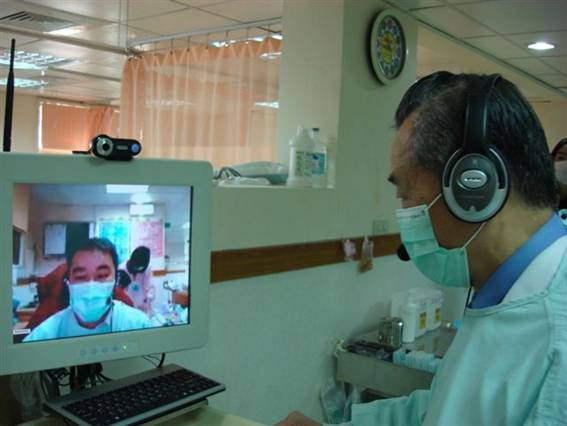
Professor de medicina orientando residente por videoconferência.

Telemedicina (do grego τελε, distância) trata do uso das modernas tecnologias da informação e telecomunicações para o fornecimento de informação e atenção médica a pacientes e outros profissionais de saúde situados em locais distantes. É uma sub-área da telessaúde e sua principal área atualmente é a cibermedicina, medicina por Internet ou intranet. Outros meios de comunicações utilizados incluem telefones fixos, celulares, tábletes, e robôs.

## Conceito
Telemedicina pode ser definida como o conjunto de tecnologias e aplicações que permitem a realização de ações médicas à distância. É possível que novas modalidades de ação médica, onde a telemedicina esteja sendo aplicada, surjam com grande velocidade nos próximos anos. Com a evolução dos meios de comunicação, é natural que o contato entre o médico e o paciente possa ser feito a distância. Por isso, ao contrário do que se possa pensar, todas as aplicações dessa técnica apresentaram respostas positivas, tanto de médicos quanto de pacientes.

## Usos
Vem sendo aplicada mais frequentemente em hospitais e instituições de saúde, que buscam outras instituições de referência para consultar e trocar informações. Também é aplicada para:
- Publicação de artigos científicos e casos clínicos para educação e auxílio diagnóstico;
- Laudos médicos à distância;[4]
- Informar resultados laboratoriais/[5]
- Assistência a pacientes crônicos, idosos e gestantes de alto risco;
- Assistência a paciente com dificuldade de locomoção;
- Construção de bancos de dados de referência epidemiológica;
- Discussão de casos clínicos com doenças raras;
- Educação a distância de profissionais de saúde;
- Promoção de saúde, prevenção secundária e informações de tratamento de doenças;
- Cirurgias em tempo real, usando robôs controlados a distância.

## Regulação
Hoje, regulada pelo órgão estadunidense ATA (American Telemedicine Association), por leis nacionais e conselhos de medicina, a telemedicina já é uma realidade em muitos países e apresenta em sua forma mais básica o uso de infraestrutura convencional de telefonia. Segundo informações da ATA, a telemedicina congrega uma redução de custos com ampliação da atuação médica, sendo importante, ainda, no acompanhamento remoto de resultados de exames e execução de discussões técnicas. Exemplo disso são os serviços de atendimento ao cliente (SAC) para esclarecimento de dúvidas sobre medicamentos, sobre intoxicações, para a busca de auxílio no combate ao tabagismo, etc.

## Vantagens
Como vantagens do uso da telemedicina, temos:
- Redução do tempo e dos custos, pela desnecessidade de transportar os pacientes;
- Ajuste do gerenciamento dos recursos de saúde devido à avaliação e triagem por especialistas;
- Acesso rápido a especialistas em casos de acidentes e emergências;
- Diminuição da ida a hospitais superlotados e com riscos de infecções hospitalares;
- Uso mais eficiente de recursos, através da centralização de especialistas e da descentralização da assistência, alcançando um número maior de pessoas;
- Cooperação e integração de pesquisadores com o compartilhamento de registros clínicos;
- Maior qualidade dos programas educacionais para médicos e residentes localizados em zonas fora de centros especializados.

A grande vantagem no momento é sua aplicação na assistência primária a pequenas comunidades em regiões geográficas e/ou socioculturais distantes dos grandes centros urbanos. Estas regiões estão entre as áreas de maior risco no processo adoecer e morrer, devido à escassez de profissionais habilitados em identificar doenças, tratá-las e promover a saúde a nível local. Um dos principais motivos disso é o isolamento intelectual, e escassos recursos de auxílio diagnóstico. Acredita-se que a telemedicina possa ampliar as ações de profissionais e agentes comunitários de saúde, integrando-os aos serviços de saúde, localizados em hospitais e centros de referência, mantendo um mecanismo de atendimento contínuo para prevenção, diagnóstico e tratamento.
Além de facilitar o acesso à saúde a comunidades em locais remotos, a telemedicina também possibilita a facilitação do acesso a populações minoritárias como, por exemplo, visitantes estrangeiros que não falam Português. Esses grupos, pela dificuldade de comunicação e de terem suas necessidades compreendidas por profissionais de saúde, tanto na rede pública quanto privada, constituem uma população com limitação de acesso à saúde. Considerando que em alguns meses do ano, o Brasil registra mais de 800 mil visitantes provenientes do exterior, o tamanho dessa população com limitações de acesso à saúde não deve ser desconsiderado. Algumas iniciativas têm sido identificadas no Brasil que disponibilizam atendimento médico em inglês, por exemplo, por meio da telemedicina. Em virtude de essa população se distribuir por todo o país, dificilmente seria viável economicamente dispor de profissionais habilitados para atendimento em outros idiomas nos vários hospitais e serviços de saúde de todos os municípios que recebem esses turistas. No entanto, a telemedicina possibilita que mesmo a distância um atendimento médico de qualidade esteja disponível em outros idiomas, permitindo o acesso à saúde de sub-populações como estrangeiros.

## Desvantagens
- A telemedicina não pode substituir por completo o exame físico, isso é referido especialmente ao diagnóstico e reabilitação.[7]
- A telemedicina está em contradição não apenas com a prática aceitada, senão em alguns casos com as normas da lei. Surge a necessidade de atualização das atas normativas, os princípios fundamentais e a legislação.[8][9]
- A telemedicina cria ameaça à confidencialidade, a segurança, o licenciamento médico e a compensação dos gastos.[10]
- A telemedicina requer mais tempo do médico. Se uma consulta comum ocupa 15 minutos, à distância - até uma meia hora.[11]
- Além disso, aumenta o risco de erro durante prestação de serviços médicos.
- Alguns fornecedores de serviços médicos e os pacientes, especialmente na esfera de saúde psíquica, podem considerar a ausência de contato humano direto como impedimento de caminho a estabelecer boas relações com o cliente.[12]
- É possível a aparição de problemas técnicos, tais como os erros de transmissão ou alteração de segurança ou de armazenamento de dados que influem sobre a qualidade de comunicação.

## Questões éticas
Com o uso de telessaúde são ligadas várias questões éticas. A questão principal é se deve o paciente dar consentimento informado para recebimento de assistência online antes de seu começo? Ou isso vai se subentender, já que a telessaúde é possível apenas à distância? 
Durante o processo de uso da telessaúde são feitos participar não apenas o paciente e seu médico assistente, senão os fornecedores de tecnologias. Por isso o consentimento pode se estender a qualquer pessoa que participa na transmissão de informação e segurança, o que pode levar aos casos de negligência jurídica.
Pode ser que seria razoável receber o consentimento informado em pessoa, bem como ter os métodos alternativos de comunicação com o paciente.

## Diferenças entre telemedicina e teleconsulta
Telemedicina e teleconsulta são termos frequentemente utilizados no contexto da saúde digital. A telemedicina engloba uma ampla gama de serviços médicos à distância, utilizando tecnologias de informação e comunicação. Inclui não apenas consultas, mas também telediagnóstico, telelaudo, e atividades de educação e pesquisa em saúde.
Por outro lado, a teleconsulta é uma faceta específica da telemedicina, focada exclusivamente na realização de consultas médicas online, normalmente por meio de chamadas de vídeo. Enquanto a telemedicina abrange o espectro completo da assistência médica remota, a teleconsulta é direcionada para o contato direto entre médico e paciente.